# Ananasgalwesp
De Ananasgalwesp (Andricus fecundatrix) is een parthenogenetische galwesp uit de familie van de echte galwespen (Cynipidae). De wetenschappelijke naam van de soort werd in 1840 gepubliceerd door Theodor Hartig.

## Ananasgal
De wesp is de veroorzaker van de ananasgal of eikenroos bij de zomereik en wintereik. De wesp legt één ei per bladknop. De schutbladen van de bladknop groeien dakpansgewijs uit tot een 2 tot 3 cm grote, op een dennenappel lijkende gal. Vanaf eind augustus kunnen de ananasgallen in hun geheel van de boom vallen, maar het is ook mogelijk dat de knop blijft zitten en zich in de herfst opent, waarop de tot 8 mm grote binnengal uit de knop valt met daarin de larve van de galwesp. De vrouwelijke galwespen uit de binnengal komen in het daaropvolgende, of in het 2 tot 3 jaar latere, voorjaar tevoorschijn en leggen hun onbevruchte eitjes aan de basis van de mannelijke bloeiwijze van de eik. Op deze bloeiwijze ontstaan witharige, ovale, 2–3 mm grote gallen, waaruit mannelijke en vrouwelijke galwespen komen. De gallen verkleuren bij het ouder worden van lichtgroen naar bruin.

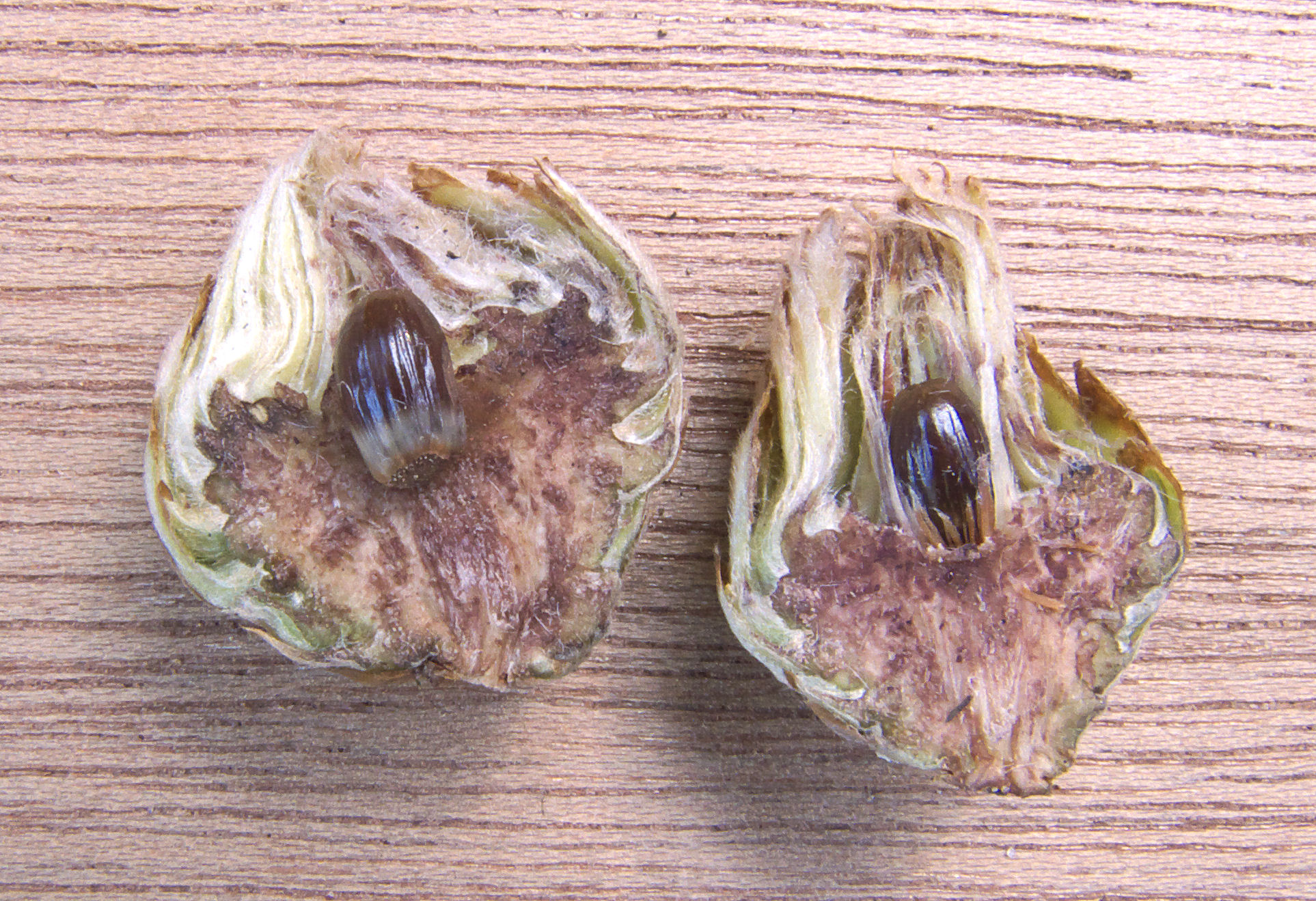
Ananasgal met 8 mm lange binnengal